# 7755 Haute-Provence
7755 Haute-Provence eller 1989 YO5 är en asteroid i huvudbältet som upptäcktes den 28 december 1989 av den belgiske astronomen Eric W. Elst vid Haute-Provence-observatoriet. Den är uppkallad efter Haute-Provence i Frankrike.
Asteroiden har en diameter på ungefär 18 kilometer och den tillhör asteroidgruppen Themis.